# Имшана
Имшана (укр. Імшана) — село, Ямпольский поселковый совет, Ямпольский район, Сумская область, Украина.
Код КОАТУУ — 5925655103. Население по переписи 2001 года составляло 424 человека.

## Географическое положение
Село Имшана находится у истоков небольшой реки Петушок,
ниже по течению на расстоянии в 2,5 км расположен пгт Ямполь.
На реке несколько запруд.
Через село проходит автомобильная дорога Т-1915.

## Экономика
- «Имшанское», ООО.
- «Рипак», агрокооператив.
- «Семена», ЧП.
- «Имшана-Семена», ООО.

## Объекты социальной сферы

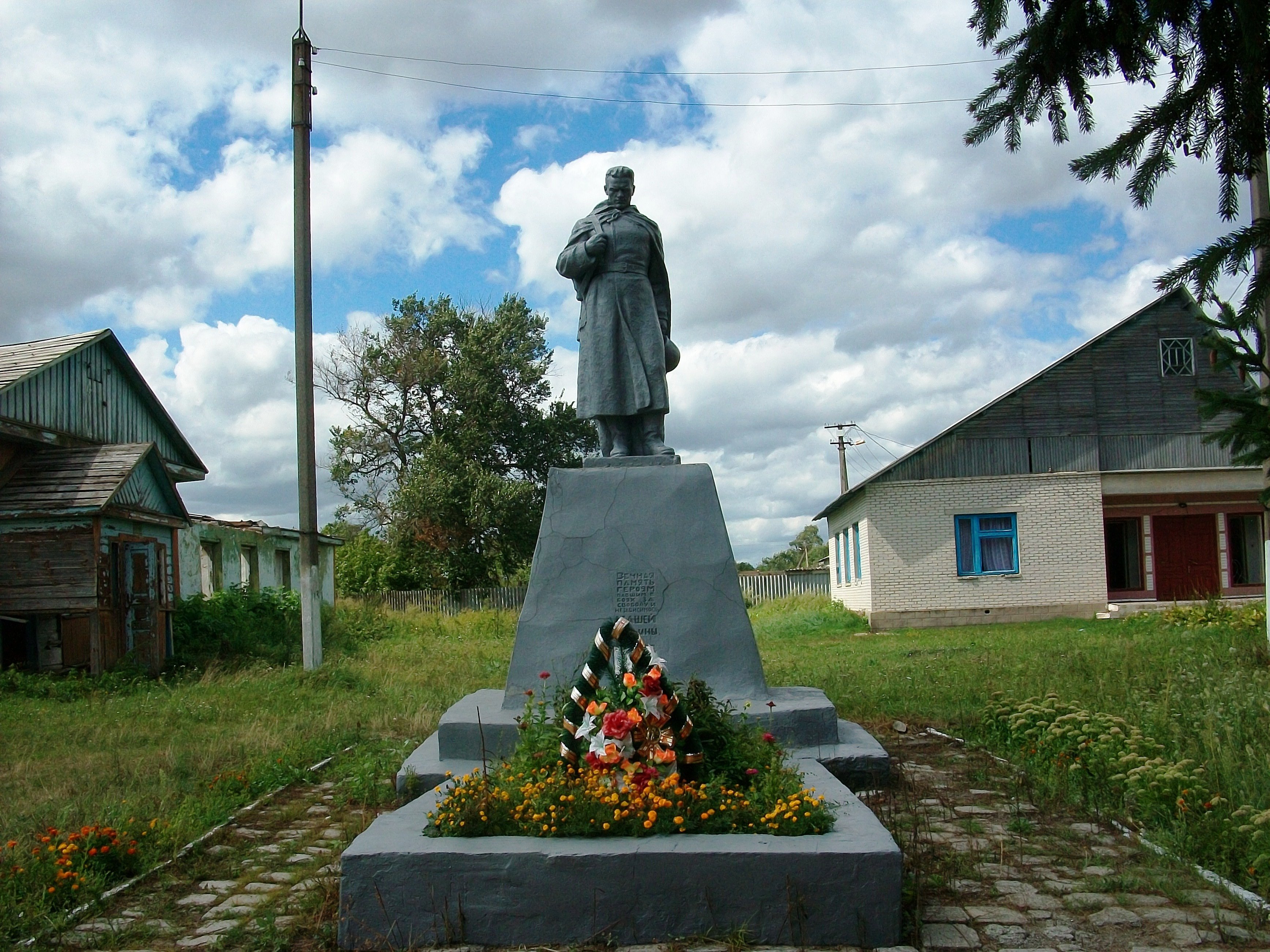
Памятник героям

- Школа.
- Клуб.

## Достопримечательности
- Братская могила советских воинов.